# Modernisme anglosaxó
Per Modernisme anglosaxó es coneix a grans trets la literatura avantguardista en llengua anglesa que va tenir el seu apogeu més o menys entre els anys 1900 i 1940. El modernisme es va desenvolupar principalment a Europa, per la qual cosa molts escriptors dels Estats Units es van traslladar a Londres o París que eren en aquest moment els centres neuràlgics de la cultura artística. Es pot destacar que en la literatura en anglès el terme modernisme s'utilitza més aviat per designar una època que un moviment literari uniforme. El corrent modernista es va veure directament influït per l'experimentalisme i les diferents avantguardes artístiques continentals (cubisme, surrealisme…), i es distingeix pel seu afany de ruptura amb l'herència victoriana. En termes generals, s'engloba per tant sota el terme modernista tota la producció literària d'escriptors dels Estats Units i de Gran Bretanya de la primera meitat del segle xx. Els modernistes van experimentar amb la forma i l'expressió literària, adherint-se a la màxima d'Ezra Pound de «Renova».
Malgrat tractar-se d'un grup heterogeni, pot dir-se que els escriptors modernistes tenen en comú, d'una banda, el rebuig de la seva herència immediata i, d'altra banda, de la representació realista. Es caracteritzen per la voluntat de jugar amb les expectatives del lector, la tendència a «psicoanalitzar» als seus personatges mitjançant l'ús de tècniques com el monòleg interior, o l'afecció a mesclar l'argot del carrer amb un llenguatge més elaborat, de vegades esquitxat de cultismes i llatinismes. En poesia, els modernistes experimenten gairebé sempre amb el vers lliure i agreguen al lirisme al·lusions culturals heterogènies, de vegades fosques i equívoques, i imatges inconnexes; s'aprecia també una tendència acusada a vincular la poesia amb la imatge i les arts plàstiques. Per la dificultat que aquest tipus de literatura comporta, especialment en poesia, doncs per a molts lectors no era possible llegir i comprendre textos modernistes, acostuma[a afirmar-se que la poesia de començaments del segle XX mostra un cert caràcter elitista.

## Introducció
El modernisme anglosaxó es presenta en diverses etapes, fortament marcades pel abans i el després de la guerra, i amb autors de dos continents, el que fa que sigui difícil una descripció totalitzadora. El nou segle va comportar molts canvis i innovacions que van provocar un transformació radical d'esperit i pensament, filtrant-se també a la vida diària. La teoria de l'inconscient freudià va modificar la percepció que l'individu tenia de la seva pròpia ment i la seva identitat, i pensadors com Karl Marx o Nietzsche van transformar per sempre les nocions tradicionals de veritat, certesa i moralitat. Aquesta progressiva transfiguració en la visió del món va provocar que molts escriptors sentissin la necessitat d'un canvi també en les seves propostes literàries, el que va portar a sobre l'onada de renovació experimental que col·lectivament coneixem com «modernisme» o «avantguardes», la qual, per aquest afany rupturista, rescatava també d'algun mode les idees revolucionàries del romanticisme. Com s'ha vist, moviments en les arts plàstiques com l'impressionisme, el post-impressionisme, i després el cubisme, van constituir també fonts d'inspiració per als escriptors modernistes.
Pot parlar-se d'una primera etapa al modernisme forjada en la poesia dels Estats Units. El seu començament s'estableix en general el 1912, a Chicago, amb la publicació de la revista Poetry, que va fer conèixer als grans poetes d'aquest moviment, com Ezra Pound, Wallace Stevens, T.S. Eliot o William Carlos Williams. Altres crítics indiquen que, de fet, la poesia modernista havia nascut abans, amb l'arribada d'Ezra Pound a Londres, el 1908, i la subsegüent creació del cercle imagista.
Al terreny de la narrativa, a Gran Bretanya, un grup d'escriptors més heterogeni, encara inscrits en la tradició anglesa. El mencionat grup s'engloba sota el terme «període eduardià|Edwardians». El sentiment renovellador a Gran Bretanya va sorgir entre molts d'ells principalment a propòsit de la desil·lusió amb les idees conservadores victorianes sobre la certesa i la veritat objectiva, i de vegades es manifesta com una crítica a l'imperialisme de l'època anterior. És discutible quan va començar el moviment literari modernista, encara que alguns han escollit 1910 com marcant més o menys el principi i se cita a la novel·lista Virginia Woolf, qui va declarar que la naturalesa humana va patir un canvi fonamental «al desembre de 1910 o més o menys».
La Primera Guerra Mundial imprimirà un segell descoratjador i pessimista en els avançats del modernisme; el començament d'aquesta va provocar en primer lloc el cessament dels intercanvis avantguardistes internacionals. En paraules de D. H. Lawrence, «la ciutat [Londres] va perir, es va degenerar, va deixar de ser el cor del món i es va convertir en un vòrtex de passions trencades, luxúria, esperances, pors i horrors». La guerra va causar nou milions de morts, i molts dels que van regressar d'ella ho van fer estigmatitzats, recreant els seus horrors en un prolongat sofriment tant físic com mental. La guerra va paralitzar també els debats polítics iniciats sobre l'autonomia d'Irlanda i sobre el sufragi femení. El racionalisme imperant en l'era victoriana no proporcionava recursos per explicar i assumir tant sofriment; per exemple, la futilitat de la prolongada guerra de trinxeres. Als escriptors que van participar en la guerra, com Siegfried Sassoon o Wilfred Owen, es percep una ironia amarga i un profund sentiment de decepció, que progressivament els separa dels que no van viure l'experiència bèl·lica en primera persona.
Els anys que van seguir al Tractat de Versalles, és a dir, el nomenat període d'entreguerres i la Gran depressió, van veure aparèixer un nou grup d'escriptors modernistes, els exiliats culturals de la Generació perduda, que es van traslladar e] la seva majoria a París i d'altres parts d'Europa, amb noms tan importants com Ernest Hemingway, F. Scott Fitzgerald, Ezra Pound, Sherwood Anderson, John Dos Passos, T. S. Eliot, William Faulkner o Djuna Barnes. L'expressió «generació perduda» s'atribueix a Gertrude Stein, qui pel que sembla no va fer més que reproduir les paraules del propietari d'un taller mecànic parisenc.

## La poesia modernista
La poesia modernista apareix més o menys a la vegada que la revista Poetry, que publica a la majoria dels poetes d'aquesta època i presta una especial atenció als més renovelladors. El imaginisme, un dels primers moviments modernistes en els] països anglòfons, estava inicialment liderat pel anglès T. E. Hulme i l'estatunidenc Ezra Pound, i es va iniciar prop de 1910. Les característiques principals del imaginisme són l'ús d'un discurs senzill, la preferència pel vers lliure,i la creació d'imatges vívides i originals, d'aquí el seu nom. Les mencionades tendències van tenir una gran impacte i es van estendre a altres moviments modernistes. El imaginisme troba la seva inspiració igualment en estrofes asiàtiques com l'Haiku i el Tanka. Poetes associats al moviment a aquest moviment són Hilda Doolittle, Richard Aldington i John Gould Fletcher, amb les obres del qual es van publicar diverses antologies, com Some Imagist Poets (1917).

Al voltant de 1913, Erza Pound es va desvincular del imaginisme i va proposar el nom de vorticisme per a un moviment, liderat pel pintor i escriptor Wyndham Lewis, que mesclava la literatura i les arts plàstiques. El vorticisme es troba molt vinculat al futurisme de Filippo Tommaso Marinetti, i la seva manifestació més notòria és el diari Blast, que només va publicar dos números. En la pintura vorticista la vida moderna es mostra com una actitud de línies marcades i colors discontinus que atreu la mirada de l'espectador al centre del llenç. La paraula deriva del terme vòrtex, i tracta d'expressar el remolí o lloc on neixen les emocions. Al segon i últim número de Blast es declarava la lleialtat dels vorticistes cap a Anglaterra en la lluita contra el feixisme, i es va anunciar que un dels seus líders, el escultor Henri Gaudier-Brzeska, havia mort en les trinxeres. Aquesta declaració va marcar un gir en el modernisme anglès.
L'obra que marcaria una fita en la poesia de principis de segle és The Waste Land (1922) de T.S. Eliot, la qual, segons els seus contemporanis, va saber captar genialment el pessimisme de l'època i la «desil·lusió d'una generació».The Waste Land, és un text estrany, compost per diversos fragments, alguns d'ells escrits en altres llengües (almenys set: llatí, grec, sànscrit, francès, alemany...), que mescla a la vegada diferents estils, mètriques i rimes, amb freqüents discontinuïtats, juxtaposicions i referències culturals i literàries de diversos països i fonts.
Un altre poeta, encara que més tardà, és W. H. Auden, conegut com l'«enfant» terrible de la lírica modernista. La seva veu poètica, més accessible, entra en significatiu contrast amb la més fosca de T. S. Eliot. Crítics com Samuel Hynes han parlat d'una «generació Auden» (The Auden Generation (1972), i de la influència d'aquest poeta en altres, entre els que es poden destacar el gal·lès «Dylan Thomas».

## Narrativa

### La narrativa modernista I: escriptors europeus

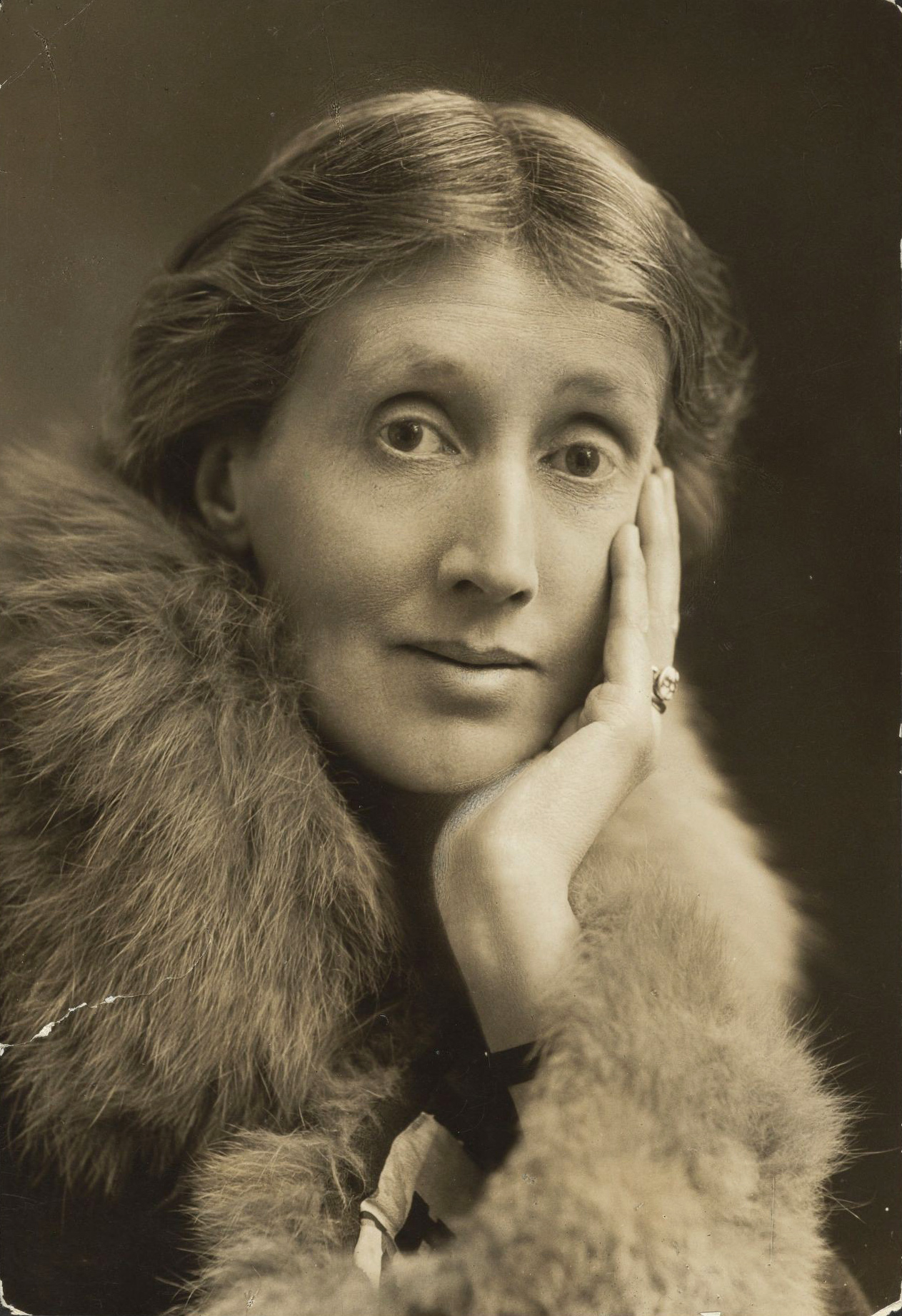
Virginia Woolf el 1927

Dos noms sorgeixen tot seguit en aquest capítol: James Joyce i Virginia Woolf. La segona és una de les figures claus del Grup de Bloomsbury, que té el seu origen en les amistats forjades per alguns dels seus components masculins e] la universitat de Cambridge, que van començar a reunir-se a la llar dels Stephen (cognom de soltera de Virginia Woolf), en la londinenca Gordon Square. Encara que els components d'aquest grup abastaven també un altre tipus d'intel·lectuals, els escriptors eren: Lytton Strachey, E. M. Forster, Virginia Woolf, i el seu marit, Leonard Woolf. No hi ha una temàtica comuna al cercle de Bloomsbury, excloent potser la tolerància al agnosticisme, l'oposició a la Primera Guerra Mundial, una sexualitat lliure i la previsió del desmantellament de l'imperi colonial britànic. Els seus integrants treballaven de forma independent, així, per exemple, Virginia Woolf va desenvolupar assaigs feministes, i novel·les que exploraven el món interior dels protagonistes mitjançant la tècnica del monòleg interior (Stream of conciousness), com To the Lighthouse  o La senyora Dalloway. Mentre que el seu marit, Leonard Woolf, Clive Bell i E. M. Forster es van centrar en escrits polítics, la lluita de classes i escrits de caires anti mperialistes. Entre aquests últims es poden destacar Passatge a l'Índia, de E. M. Forster, que mostra la tensió racial a l'Índia en l'època prèvia al desmantellament del Raj Britànic. De forma més controvertida, D. H. Lawrence va ser primer un protegit de Bloomsbury, del qual més tard es va desvincular. La novel·la de Lawrence, a l'igual de la de Forster, mostra una sexualitat més oberta que la de molts dels seus contemporanis i antecessors, tocant també d'altres temes com la lluita de classes, tal com s'aprecia en les seves obres L'amant de Lady Chatterley i l'autobiogràfica Fills] i amants.
Es considera James Joyce, al costat de Marcel Proust i Virginia Woolf, com una de les figures clau en el desenvolupament de la novel·la modernista. La seva novel·la Ulisses descriu les experiències i pensaments del seu protagonista, Leopold Bloom, a Dublín, durant un sol dia, un dia qualsevol, la darera versió catalana de Joaquim Mallafrè és del 1980. Ja des del títol al·ludeix a L'Odissea, amb el paral·lelisme de la qual, més o menys explícit, juga tota l'obra. La novel·la exhibeix una tècnica prosaica cabalosa, variada i fortament experimental que, des de la seva publicació, ha captivat l'atenció d'una llarga llista d'escriptors i crítics especialitzats.
També podem reconèixer Samuel Beckett, com a part d'aquest moviment, estant la seva trilogia (Molloy, Malone mor i L'innommable o L'innominable), exemples representatius, estant novel·les netament experimentals, amb històries i trames narrades solament mitjançant el monòleg intern, que salta deliberadament de tema en tema, seguint el curs del pensament del personatge i fixant-se en detalls superflus, recordant esdeveniments del passat barrejats amb la història que intenta narrar-se, segons la influència de Marcel Proust.

### La narrativa modernista II: escriptors dels Estats Units
Els escriptors dels Estats Units del modernisme són aquells pertanyents a que s'ha vingut a nomenar Generació perduda, que van reflectir el clima de pessimisme i desconcert que va seguir la Primera Guerra Mundial. Els escriptors d'aquesta generació consideraven que el panorama cultural del seu país era insatisfactori, que estava dominat per una cultura materialista, i mancava d'una cultura cosmopolita. Molts es van traslladar a França, on se'ls coneixia com la «Génération du Feu», o van viatjar per Europa cercant un estil de vida més «bohèmia».
La guerra i la gran depressió també van afectar fortament aquests escriptors. Van descriure la inutilitat i la crueltat de la guerra, el materialisme dels feliços anys vint, l'era del jazz, la depressió econòmica i el declivi del somni americà.
Es considera que les obres dels escriptors de la Generació perduda, com El gran Gatsby (F. Scott Fitzgerald), The Sun Also Rises (Ernest Hemingway), o El soroll i la fúria (William Faulkner) es troben entre les millors de la literatura dels Estats Units. A més a més dels citats, d'altres autors de la Generació perduda són: Hart Crane, Edward Estlin Cummings, John Steinbeck, John Dos Passos, Thornton Wilder, Thomas Wolfe, Gertrude Stein, Djuna Barnes, Dashiell Hammett, Raymond Chandler, Henry Miller i Ford Madox Ford.

## Modernisme tardà
Més recentment, el terme modernisme tardà ha estat tornat a definir per almenys per un crític i utilitzat per referir-se a obres escrites després de 1945, en lloc de 1930. Amb aquest ús sorgeix la idea que la ideologia del modernisme es va modificar significativament pels esdeveniments de la Segona Guerra Mundial, especialment l'Holocaust i el llançament de la bomba atòmica.
Ja més endavant la crítica al totalitarisme en novel·les com Un món feliç, de Aldous Huxley, o 1984, de George Orwell, han fet que aquestes obres també tenen cabuda en el modernisme anglosaxó. Els poetes Charles Olson (1910-1970) i J.H. Prynne (nascut el 1936) han estat descrits com a modernistes tardans.